# Mixocera serraticornis
Mixocera serraticornis là một loài bướm đêm trong họ Geometridae.